# 北愛荷華大學

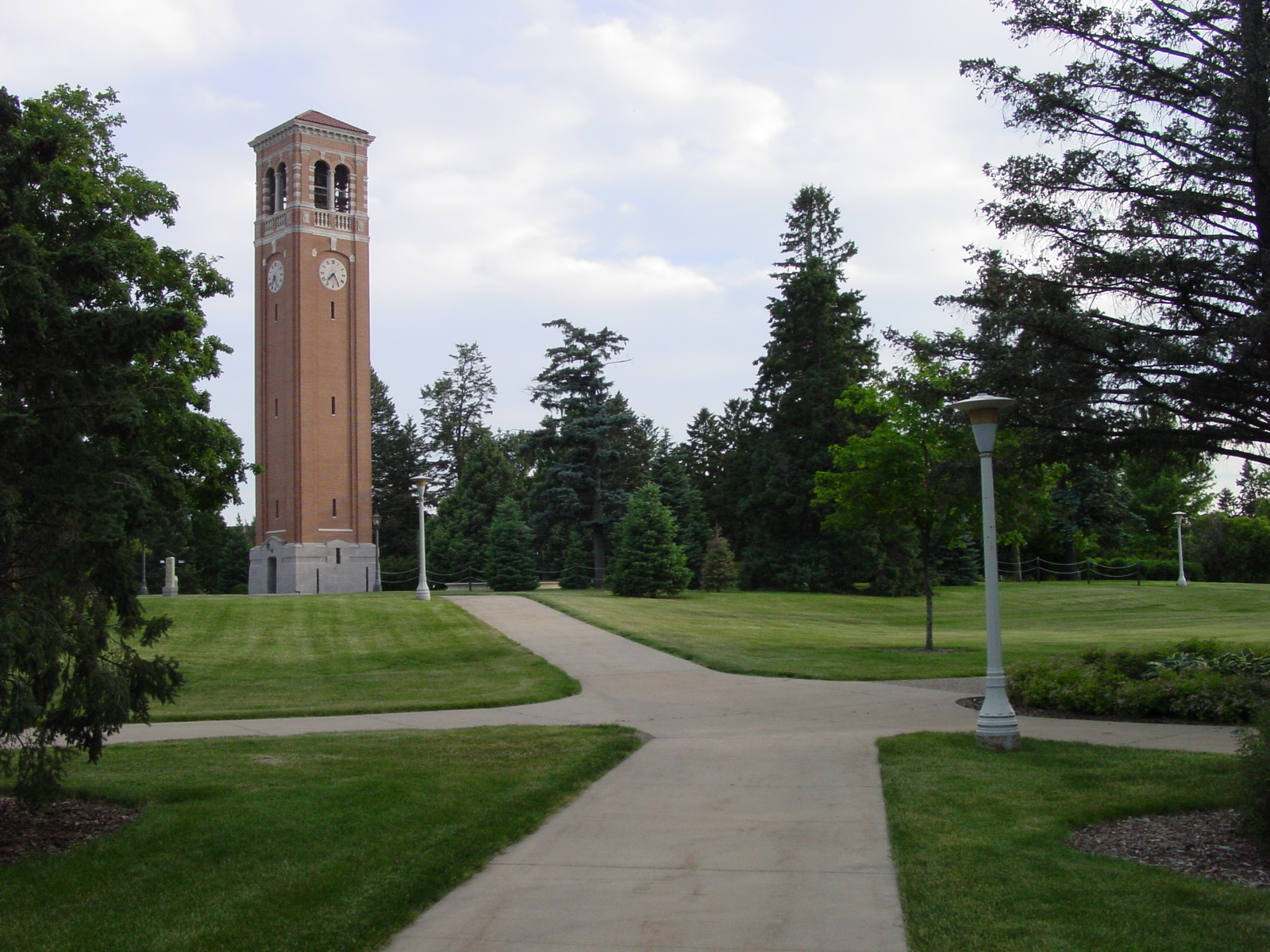
學校地標性建築“Campanile”

北愛荷華大學（英語：University of Northern Iowa，縮寫：UNI）是一所位於美國愛荷華州雪松瀑布的公立大學。它是一所地區性大學，學生80%以上均來自愛荷華州州內，2019年《美國新聞與世界報道》“中西部地區大學”排名中它排在第25位。

## 外部連接
- 官方网站

42°30′48″N 92°27′45″W / 42.513361°N 92.462482°W